# La sangre y la ceniza
La sangre y la ceniza es una obra de teatro en tres actos de Alfonso Sastre, escrita entre 1961 y 1965, editada en 1967 y estrenada en 1976 en el Teatro Villarroel de Barcelona por el Colectivo El Búho, dirigido por Juan Margallo, en enero de 1977.

## Argumento
La obra recrea la vida del científico español Miguel Servet, desde su llegada a Lyon, hasta su proceso por blasfemia y su ejecución en Ginebra en 1553.

## Adaptaciones
La obra se llevó a televisión en 1989, bajo el título de Miguel Servet, la sangre y la ceniza con dirección de José María Forqué e interpretación de Juanjo Puigcorbé en el papel de Servet.